# Stand My Ground
Stand My Ground je prvi singl s trećeg albuma nizozemske simfonijske metal grupe Within Temptationa The Silent Force koji je rasprodan u preko milijun primjeraka. Ušao je u top 10 u Nizozemskoj, Belgiji i Finskoj i ušao u top 40 u ostalih 4 zemljama. Za pjesmu je snimljen i glazbeni video.